# Falla Reigolil-Pirihueico
La Falla Reigolil-Pirihueico es una falla geológica de segundo orden localizada en los Andes chileno y argentino. Como indica su nombre, va del valle de Reigolil al lago Pirihueico. La falla Reigolil-Pirihueico va en dirección norte-sur y es aproximadamente paralela a la más grande Falla Liquiñe-Ofqui, que está localizada 15 a 20 km. hacia el oeste, de la cual  está considerado una rama. Al este de la falla Reigolil-Pirihueico, cerca o a lo largo de la frontera chileno-argentina, hay una cadena de volcanes pliocénicos a cuaternarios: Lanín, Pirihueico, Huanquihué, Quelguenco y Chihuío.
Geográficamente la falla está mayormente dentro de dos comunas chilenas, Panguipulli y Curarrehue. Los poblamientos por encima de la falla incluyen el villorrio de Puerto Pirehueico y la ciudad de Curarrehue.
- Datos: Q7310118